# Стевани (Алесандрија)
Стевани је насеље у Италији у округу Алесандрија, региону Пијемонт.
Према процени из 2011. у насељу је живело 127 становника. Насеље се налази на надморској висини од 179 м.